# Mamiya RB67

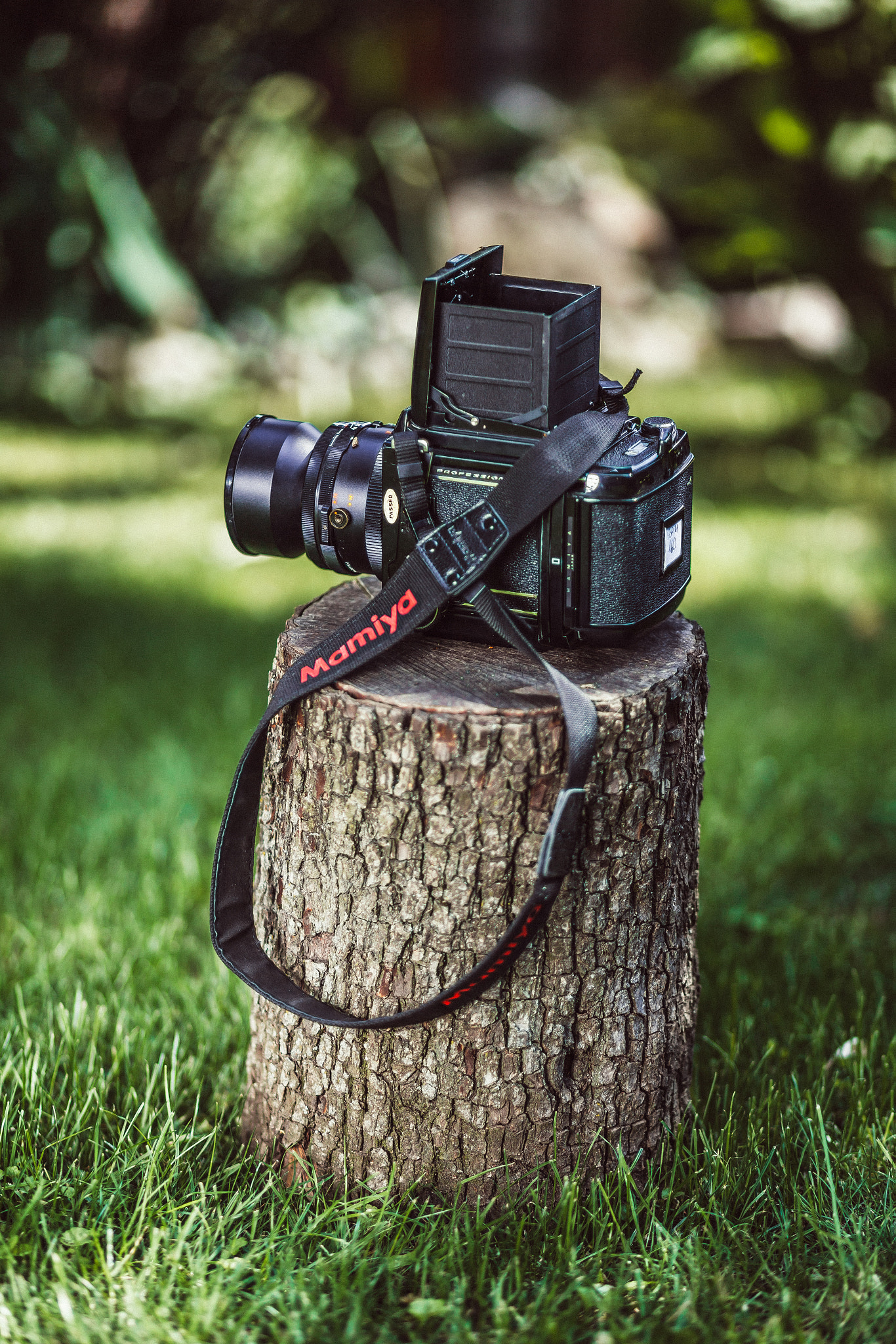
Mamiya RB67

Die Mamiya RB67 ist ein professionelles Mittelformat-Kamerasystem der Firma Mamiya Digital Imaging. Verschiedene Modelle existieren: Das erste, die Mamiya RB67, wurde 1970 auf den Markt gebracht, der Nachfolger Mamiya RB67 Pro S erschien 1974. Das letzte Modell der Reihe erschien im Jahr 1990, die Mamiya RB67 Pro SD. Nachfolgermodell ist die Mamiya RZ67, die zum Beispiel über einen elektronischen Verschluss verfügt.

## Beschreibung
Die Kamera ist modular aufgebaut und kann mit verschiedenen Rückteilen, Suchern und Objektiven ausgestattet werden.
Namensgebend für die Kamera ist das rotierbare Rückteil (RB für „revolving back“). Dieses ermöglicht es, ohne die Kamera zu drehen, Aufnahmen im Hoch- und Querformat zu machen. Die Spiegelreflexkamera funktioniert komplett mechanisch mit einem Zentralverschluss im Objektiv. Dieser ermöglicht Belichtungszeiten von 1/400 bis zu 1 Sekunde, oder der Einstellung T (Time).
Drei verschiedene Rückteile ermöglichen verschiedene Aufnahmeformate: 120er Rollfilm im Format 6×4,5 oder 6×7 oder 220er Rollfilm im Format 6×7. Für alle Modelle sind jeweils noch weitere Rückteile und Adapter verfügbar, zum Beispiel für Polaroid-Film oder sogar für Planfilm.
Das Scharfstellen erfolgt über einen Balgenauszug an der Kamera.